# Журчалка ферульная
Журчалка ферульная (лат. Eumerus ferulae) — редкий вид мух-журчалок (Syrphidae) из рода Корнеедки (Eumerus). Включён в Красную книгу Узбекистана. Вид был впервые описан в 1965 году советским диптерологом профессором Александром Александровичем Штакельбергом (1897—1975).

## Распространение
Эндемик Узбекистана. Известен только из окрестностей поселка Аяк-Гужумды в Юго-Западном Кызылкуме.

## Описание
Мелкие мухи-журчалки с округлым брюшком. Населяет пустынные подгорные равнины, поросшие полынником.
Лёт имаго отмечается с апреля по май. Взрослые мухи питаются на цветках ферулы вонючей (Ferula foetida), личинки развиваются в её стеблях. Известны только лишь единичные особи. Лимитирующие факторы — хозяйственное освоение человеком целинных земель в пустынной зоне, их распашка.